# Anzcyclops trotteri
Anzcyclops trotteri – gatunek widłonoga z rodziny Cyclopidae, nazwa naukowa gatunku została po raz pierwszy opublikowana w 2015 roku przez zespół biologów: Jane M. McRae, Tomislava Karanovica i Stuarta A. Halse.